# 御殿場ゴルフ倶楽部
御殿場ゴルフ倶楽部（ごてんばゴルフくらぶ）は、静岡県御殿場市にあるゴルフ場である。

## 概要
箱根外輪山の長尾峠から続くなだらかな西斜面に展開する丘陵地、富士山に抱かれ眼下に駿河湾を一望することができる絶好のロケーションに「御殿場ゴルフ倶楽部」は広がっている。
コース設計を手掛けたのは赤星四郎である、赤星が頑なに貫いてきた設計思想である「ありのままの自然の地形をできるだけ生かした、起伏に富んだ戦略的なコース造り」を基本に検討され、「アンジュレーションこそがゴルフの生命であり、極力自然のままの状態を保つことで正当なゴルフが愉しめる」という設計コンセプトに終始した。そして、プレーヤーが各々の力量に応じてチャレンジできる、飛距離より正確なショットが要求され、グリーンは大きくアンジュレーションがあり、良く走るグリーンなどが盛り込まれた。
1971年（昭和46年）9月28日、18ホールの造成工事が完成し、開場された。アウトコース1番のロングホールは、駿河湾に向かっての豪快な打ち下ろしホールである、右手には富士山を仰ぎ見ることが出来る。コースレイアウトは、プレーヤーの力量に応じて楽しめるコースである。コース全体からは、霊峰富士から連なる景観を眺めながらのプレーを楽しむことが出来る。
2006年（平成18年）12月４日、御殿場ゴルフ倶楽部の経営会社である「富士ランド株式会社」が、東京地裁へ特別清算の申請を行った。2007年7月4日、債権集者会が開かれ同意多数で特別清算の協定案が可決される。スポンサーとなった「株式会社フェニックスインベストメントアドバーザーズ」が出資して、運営会社である「株式会社リゾートマネジメント」に、ゴルフ場の事業を譲渡して再建を図る。
また、静岡県下で赤星四郎が設計したコースは、「熱海ゴルフ倶楽部」（1939年（昭和14年）開場）、「富士カントリークラブ」（1958年（昭和33年）開場）、「御殿場ゴルフ倶楽部」（1971年（昭和46年）開場）、「伊豆にらやまカントリークラブ」（1982年（昭和57年）開場、東・中コース）など4コースがある。

## 所在地
〒412-0033 静岡県御殿場市神山1924-2 

## コース情報
- 開場日 - 1971年9月28日
- 設計者 - 赤星 四郎
- 面積 - 990,000m2（約29.9万坪）
- コースタイプ - 丘陵コース
- コース - 18ホールズ、パー72、6,281ヤード、コースレート70.5
- フェアウェー - コウライ
- ラフ - ノシバ
- グリーン - 1グリーン、ベント（ペンクロス）
- ハザード - バンカー37、池が絡むホール1
- ラウンドスタイル - キャディ・セルフ選択可、乗用カート(5人乗り)自走式
- 練習場 - 7打席40ヤード
- 休場日 - 毎週火曜日、12月31日、1月1日[4][5]

## ギャラリー
- コース - [6]
- ハウス - [7]

## 交通アクセス
- 鉄道 - 御殿場線（JR東海） - 御殿場駅乙女口より タクシー利用 約15分[8]
- 道路 - 東名高速道路 - 御殿場ICより 9km 約10分[8]

## 関連文献
- 『ゴルフ場ガイド 東版』、2006-2007、「御殿場ゴルフ倶楽部」、東京 ゴルフダイジェスト社、2006年5月、2021年9月29日閲覧